# Hella O’Cuire Quirke
Hella (Helena M[aria-Louisa]) O’Cuire Quirke, geb. Bastian, (* 26. März 1866 in Kreuznach, Königreich Preußen, Deutsches Reich; † 9. November 1944 in Richmond, Virginia, USA) war eine deutsche Schriftstellerin. Sie veröffentlichte die meisten ihrer Arbeiten unter dem Pseudonym Ellen Svala (Schwedisch svala ist die Schwalbe).

## Leben
O’Cuire Quirke entstammte einer Hugenotten-Familie, die ihres Glaubens wegen Frankreich verlassen musste. Hella kam in Kreuznach, wo sie aufwuchs, als Tochter von Kaufmann Ludwig Wilhelm Bastian (* vor 1845; † vor 1905) und Helena Elisabetha Eulalia Otterstätter (* 1833; † nach 1905) zur Welt, bevor die Familie nach Wiesbaden, Neubauerstraße 10, zog. Sie erlernte mehrere Sprachen und nahm nach dem Tod des Vaters eine Stelle als Reisebegleiterin an. Ihr Beruf führte sie unter anderem nach Dänemark, Frankreich und durch Skandinavien. Ihre während der Reisen verfassten Briefe und Reisebeschreibungen wurden in der Kölnischen Zeitung veröffentlicht. Literarische Werke von Ellen Svala erschienen zumeist auch als Fortsetzungsromane in verschiedenen Tageszeitungen.

### Paris
Hella Bastian wurde schließlich in Paris sesshaft (14 Rue Milton im 9. Arrondissement), wo sie unter anderem als Privatsekretärin für den Erfinder des Stenotelegrafen Gilbert Alfred Cassagne und als Angestellte der Remington Typewriting Company arbeitete. Während des Dreyfus-Prozesses 1894 arbeitete sie als Stenografin und Übersetzerin für deutsche, österreichische und englische Zeitungen. 1904 veröffentlichte Hella Bastian zusammen mit Paul Puvis (Algol) mehrere französischsprachige Beiträge in der spiritistischen Zeitschrift La Revue spirite. Sie heiratete am 14. September 1905 in Paris und Wiesbaden den Pianisten, Komponisten und Gesangslehrer Conal O’Cuire Quirke (1876–1965) (129 Boulevard de Magenta) und lebte mit ihm noch 1913 in London.

### Conal O’Cuire Quirke
Conal O’Cuire Quirke stammte aus einer ursprünglich irischen Familie und wurde in Lewes, St. Anne's Crescent bei Brighton, East Sussex, als Sohn von Geigenlehrer William Michael Quirke (1848–1918) aus Limerick und der Pianistin Ellen Maude Grace (1854–1943) aus Hove, East Sussex, geboren, sein Bruder war der Geologe Terence Thomas Quirke. Conal O’Cuire Quirke war Schüler von Enrico Delle Sedie (1824–1907) in Paris. In London amtierte er als Assistent von Edmund Sebastian Joseph van der Straeten (1855–1934). Er stand der von der Okkultistin Helena Petrovna Blavatsky gegründeten Theosophischen Gesellschaft nahe.
Conal O'Cuirc Quirke leitete am 21. Dezember 1912 im Covent Garden Royal Opera House musikalisch die Weltpremiere des Stummfilms „Miracle“ von Max Reinhardt nach dem Bühnenwerk „Das Mirakel“ von Karl Gustav Vollmoeller.

### Übersiedlung in die Vereinigten Staaten von Amerika
1915 trat der „Soloviolinist and Pianist“ Conal Quirke, „ein Flüchtling aus Europa“, erstmals vor einem amerikanischen Publikum in New York City auf. Im September 1915 wurde Ellen Svalas Show Sonia unter der musikalischen Leitung ihres Mannes, der bei diesem Anlass als „choirmaster for Reinhardt's Miracle, in London“ bezeichnet wurde, in Charles Edison's (1890–1969) Little Thimble Theatre, 10 Fifth Avenue in Greenwich Village aufgeführt. Sängerinnen der Solostücke waren die dänische Sopranistin Kirsten Nielsen und Beatrice Zacharie Hutchings (1881–1961).
Im September 1926 bezog der Gesangslehrer Conal O'Quirke nach vorübergehender Abwesenheit aus New York wegen eines längeren Urlaubs in Europa ein neues Studio in 108 West 75th Street auf der Upper West Side. Unter seinen Schüler waren die Kontra-Altistin Grace Johnson Leslie (1889–1979), die dramatische Mezzosopranistin Mignon Sutorius (1896–1988), die Sopranistin Milo Miloradovich (1897–1972) oder der griechische New Yorker Tenor George Djimos. Hella „Quirke, Mrs. Conal O'C.“ gehörte in den 1920er Jahren zu den „Annual Members“ (fördernden Mitgliedern) des Metropolitan Museum of Art.
Später lebte das Ehepaar in Richmond (Virginia). Conal O'C. Quirke leitete Gesangsklassen (vocal classes) sowohl in Washington, D. C., als auch in Richmond. In der Anfangsphase des Zweiten Weltkriegs veröffentlichte „Quirke, Mrs. Conal O'C.“ 1940 in den damals noch neutralen USA eine persönliche Stellungnahme in englischer Sprache, die die deutsche Kriegserklärung 1914 mit russischen Übergriffen in Ostpreußen zu entschuldigen versuchte.
Nach Hella O’Cuire Quirkes Tod heiratete Conal O’Cuire Quirke am 20. April 1946 in New York in zweiter Ehe Mary Jeanette Parkam Robinson (* 1897; † nach 1990) aus London Bridge, Virginia.

## Werke
- Der Weihnachtsstern. (Kleinkindergarten 33). Schriftenvertriebsanstalt, Berlin 1897
- Im Dienste der Pflicht. Erzählung von Ellen Svala. Schriftenvertriebsanstalt, Berlin 1900 = Fortsetzungsroman in: Emscher Zeitung 26 (1900), passim, in: Schwerter Zeitung 33 (1900), passim, in: Mülheimer Zeitung 29 (1901), passim, in: Neue westfälische Volks-Zeitung. Tageblatt für nationale Politik 24 (1900), passim, und in: Honnefer Volkszeitung 16 (1901), passim
- Fräulein Elschen Fortsetzungsroman von Ellen Svala. In Thorner Presse 18 (1900), passim (archive.org)
- Nordlicht (1901)[20]
- Geistig getrennt. Fortsetzungsroman von Ellen Svala. In: Unterhaltungs-Beilage zu der Wochenschrift „fürs Haus“ (1900/01), Nr. 392–451
- Ihr einziger Schutz. Fortsetzungsroman von Ellen Svala. In: Dorf-Chronik und Grafschafter. General-Anzeiger für Moers, Homberg und den Nieder-Rhein 57 (1902), passim
- Ihr Vormund. Fortsetzungsroman von Ellen Svala. In: Mayener Volkszeitung. Organ der Zentrumspartei 28 (1901), passim, und in: Seckenheimer Anzeiger (1903), passim
- Introduction aux Contes et récits de l’au delà, Judgement divine, Contes de l’au delà: La pendule endormie, Quelques mots sur la médiumnité de Mme Louise Bellet,[21] Le faux nez par Hella Bastian et Algol.[22] In: La Revue spirite. Journal d'études psychologiques et de spiritualisme expérimental 47 (1904), passim (Google-Books; eingeschränkte Vorschau)
- Kommanditäre. Roman von Ellen Svala. Scherl, Berlin 1911
- Im Dreipfeilerhaus. Roman von Ellen Svala. Scherl, Berlin 1911.
- Das horchende Bild. Roman von Ellen Svala. Scherl, Berlin 1911.
- Einmal sorglos. Novelle von Ellen Svala. In Mittelbadischer Courier. Ettlinger Tagblatt (1911),  Nr. 97/2 vom 29. April 1911, S. 1f (www.deutsche-digitale-bibliothek.de), Nr. 98. vom 1. Mai 1911, S. 1f, Nr. 99. vom 2. Mai 1911, S. 1f, Nr. 100. vom 3. Mai 1911, S. 1f, Nr. 101. vom 4. Mai 1911, S. 1f, und Nr. 102, vom 5. Mai 1911, S. 1f
- Prinzessin Hochmut (Roman, 1912)[23]
- Nur aus Pflicht (Roman, 1912)[24] = Fortsetzungsroman in Hannoverscher Kurier. Zeitung für Norddeutschland. Hannoversches Tageblatt 51=56 (1904), passim (www.deutsche-digitale-bibliothek.de u. ö.) und in: Belletristische Beilage zu: Dresdner Nachrichten (1904), passim (www.deutsche-digitale-bibliothek.de u. ö.).
- Sonia, wordless character play in 4 acts, 4 scenes and 8 pictures, by Ellen Svala. London 1913[11]
- Ich will vergelten. Roman von Ellen Svala. Enßlin & Laiblin, Reutlingen. 1914.
- The Romance of a Butterfly, play in 4 scenes (Theaterstück, 1917)[25]
- Sonne und Mond von Ellen Svala. In:  Allgemeiner Harz-Berg-Kalender (1922), S. 29–37
- Die Funkprinzessin[26] erzählt: 1. Die Weihnachtshexe (Schottland). 2. Die Lawine in der Christnacht (Schweiz) 3. Das rosarote Christkindchen (Provence) nach E. Svala, bearbeitet von Stökl.[27] In: Rundfunkprogramm vom 28. Dezember 1924, 3:30 Uhr nachmittags[28]
- Beste Liebe! Märchen von Ellen Svala. In: Der Sonntag. Kinderzeitung. Beilage Nr. 49 zum Lokal-Anzeiger 10 (1932), Nr. 378, vom 4. Dezember 1932, S. 3 (www.deutsche-digitale-bibliothek.de).
- Muz und Mau[29] von Ellen Svala. In: Beilage Kinderzeitung. Für kleine Leute. In: Duisburger General-Anzeiger 53 (1934), Nr. 73, vom 15. April 1934, S. 12 (www.deutsche-digitale-bibliothek.de)
- Treasure-Troves: Maymont Gardens through Foreign Eyes by Ellen Svala. In: The Commonwealth. The Magazine of Virginia 4 (1937), S. 25–30